# حمام بند قراء
حمام بند قراء هو حمام تاريخي يعود إلى القاجاريون، ويقع في مقاطعة كوهسرخ، بند قراء. وتم تسجيل هذا الحمام في 13 أغسطس 2005 مع رقم تسجيل 13183 باعتباره أحد التراث الوطني الإيراني.